# Донован (музикант)
Донован Філіпс Літч (нар. 10 травня 1946, Глазго, Шотландія) — шотландський співак, автор пісень та гітарист. Він розробив свій еклектичний та самобутній стиль, що поєднував фольклорну, джазову, попсову, психоделічну та світову музику (особливо каліпсо). Донован жив у Шотландії, Гартфордширі (Англія), Лондоні, Каліфорнії, а з 2008 року проживає у графстві Корк, Ірландія, разом зі своєю родиною. Вийшовши з британської фольклорної сцени, Донован досяг популярності у Великій Британії на початку 1965 року, виступаючи в ефірі поп-серіалу Ready Steady Go!.

## Біографія

### Дитинство
Донован народився 10 травня 1946 року в Мерігілл, Глазго, в родині Дональда та Вініфред (уроджена Філіпс) Літч. Його бабусі були ірландками. У дитячому віці хлопець перехворів на поліомієліт — хвороба та лікування залишили його кульгаючим. Його родина переїхала до нового міста Хетфілд, Гартфордшир, Англія. Під впливом любові його родини до народної музики Донован почав грати на гітарі у віці 14 років. Він поступив у художню школу, але незабаром кинув її, оскільки був захоплений культурою бітників та хотів вирушити мандрувати.

### Музична кар'єра
1965 року підписав контракт із Pye Records, записав декілька синглів та два альбоми у фольклорному стилі для Hickory Records (американська компанія), після чого підписав контракт із Epic Records у США — і отримав успіх на міжнародному рівні. Донован розпочав довгу та успішну співпрацю з провідним британським незалежним музичним продюсером Міккі Мостом і записав декілька синглів та альбомів, що займали найвищі позиції чартів Великої Британії, США та інших країн.
Серед його найуспішніших синглів були ранні британські хіти «Catch the Wind», «Colors» та «Universal Soldier» 1965 року, написані Баффі Сент-Марі. У вересні 1966 року «Sunshine Superman» за один тиждень очолив американський чарт Billboard Hot 100 і піднявся до другої позиції у Британії, після чого «Mellow Yellow» зайняв № 2 у США в грудні 1966 року, «Hurdy Gurdy Man» піднявся у топ-5 в обох країнах 1968-го, а сингл «Atlantis» досяг № 7 у США в травні 1969 року.
Донован підтримував дружні зв'язки із багатьма поп-музикантами, серед яких Джоан Баез, Браян Джонс та «Бітлз». 1968 року він навчав Джона Леннона гри на гітарі технікою фінгерстайл, яку Леннон пізніше використав у «Dear Prudence», «Julia», «Happiness Is Warm Gun» та інших піснях. Комерційні статки Донована зменшилися після того, як він закінчив співпрацю з Мостом 1969 року, і він на деякий час перестав займатися музикою.
Донован виступав і записував музику епізодично протягом 1970-х та 1980-х років. Його музичний стиль та образ хіпі були зневажені критиками, особливо після становлення панк-року. У 1990-х роках із появою британської рейв-сцени він повернувся до музики: 1996 року Донован випустив альбом Sutras, продюсером якого виступив Рік Рубін, а 2004 року випустив новий альбом Beat Cafe. Донована включили в Зал слави рок-н-ролу 2012 року та в Зал слави піснярів 2014 року.

## Дискографія
- What's Bin Did and What's Bin Hid (1965)
- Fairytale (1965)
- Sunshine Superman (1966)
- Mellow Yellow (1967)
- A Gift from a Flower to a Garden (1967)
- The Hurdy Gurdy Man (1968)
- Barabajagal (1969)
- Open Road (1970)
- HMS Donovan (1971)
- Cosmic Wheels (1973)
- Essence to Essence (1973)
- 7-Tease (1974)
- Slow Down World (1976)
- Donovan (1977)
- Neutronica (1980)
- Love Is Only Feeling (1981)
- Lady of the Stars (1984)
- One Night in Time (1993)
- Sutras (1996)
- Pied Piper (2002)
- Sixty Four (2004)
- Brother Sun, Sister Moon (2004)
- Beat Cafe (2004)
- Ritual Groove (2010)
- The Sensual Donovan (2012)
- Shadows of Blue (2013)

## Фільмографія

### Актор
- «Якщо це вівторок, він має бути бельгійським» (1969)
- «Щуролов» (1972)
- «Оркестр клубу самотніх сердець сержанта Пеппера» (1978)

### У ролі себе
- «Хлопець, якого звати Донован» (англ. A Boy Called Donovan, 1966)
- «Не озирайся назад» (англ. Don't Look Back, 1967)
- «The Deep South», «Футурама» 2-й сезон, 12-й епізод (2000)

### Музичний композитор
- «Бідна корова» (англ. Poor Cow, 1967)
- «Брат Сонце, сестра Місяць» (англ. Brother Sun, Sister Moon, 1972)
- «Щуролов» (англ. The Pied Piper, 1972)